# Station Ostrowiec Świętokrzyski
Station Ostrowiec Świętokrzyski is een spoorwegstation in de Poolse plaats Ostrowiec Świętokrzyski.